# Божидар Карагеоргійович
Божидар Карагеоргієвич (серб. Božidar Karađorđević; 11 січня 1862 — 2 січня 1908) — сербський художник і письменник з мистецтва, мандрівник і представник сербської династії Карагеоргієвичів. Він давав уроки співу і малювання, а пізніше заробляв собі на життя як художній критик і перекладач. Був одним із співавторів Британської енциклопедії, французької газети Ле фігаро. Мав ряд інших публікацій на мистецьку тематику.

## Біографія
Принц Божидар належав до старшої лінії династії Карагеоргієвичів. Він був другим сином принца Георга Карагеоргієвича і його дружини Сарки (його старшим братом був князь Олексій Карагеоргієвич). Його дід був старшим сином засновника династії Карагеоргієвичів і лідера Першого сербського повстання.
Принц Божидар жив у Франції протягом більшої частини свого життя, оскільки члени династії Карагеоргієвичів перебували в засланні після того, як князь Олександр Карагеоргієвич втратив сербський престол в 1858 році. Божидар багато подорожував і здійснив ряд поїздок по всьому світу. Він служив у французькій армії і воював у французькій кампанії в Бакбо і був нагороджений хрестом ордена Почесного легіону. Щоб заробити на життя, він давав уроки співу та малювання, перш ніж стати перекладачем і журналістом.
Під час однієї зі своїх поїздок за кордон, він багато подорожував Індією, відвідавши тридцять вісім міст. Зі свого досвіду він написав книгу під назвою «Дивовижна Індія», в якій він розповідав про індійський народ, їх релігійні обряди та інші церемонії. Він також представив докладні описи індійського ландшафту і будівель. Карагеоргієвич переклав твори Толстого і угорського драматурга Мор Йокаї.
Маючи інтерес до мистецтва, він відвідав Мюнхен, Дрезден і Берлін і провів кілька місяців в Італії; після цього він оселився в Парижі. Там він регулярно писав статті в місцеві видання Figaro, La Revue de Paris, the Magazine of Art. Як і всі журналісти, він часто бував в кабаках Монмартра, який був притулком для художників, письменників, поетів та філософів. Саме там він познайомився і потоваришував з французькою театральною актрисою Сарою Бернар, засновницею танцю модерн Лої Фуллер, французькою поетесою Жудіт Гот'є, австрійським композитором Гуго Вольфом, художником та ілюстратором Анрі де Тулуз-Лотреком, і засновником російського балету в Парижі Сергієм Дягілєвим. Біограф Стівен Павлович стверджував, що принц був відкритим геєм і не мав жодних стосунків з жінками, за винятком чисто платонічних.
В останні роки життя князь Карагеоргієвич займався оформленням і виконанням панелей і медальйонів для ательє як дизайнер, скульптор, живописець і ювелір, і проводив багато часу з Жоржем Лакомбом, Емілем Бернаром, Полем Серюз'є й іншими членами угрупування «Набі». Його малюнки, ілюстрації, акварелі та інші роботи були вперше виставлені в Белграді в 1908 році.
Як журналіст і публіцист виступав за звільнення всіх слов'ян і румунів під Габсбурзькою монархією; виступав за звільнення малих держав на південному сході Європи, зокрема, сербських земель, з-під турецького панування. Принц Карагеоргієвич, який французькій спільноті був більш відомий як друг письменника П'єра Лоті і великої російської художниці Марії Башкирцевої, опублікував деякі спогади про художницю, La Vie Multiple, та Notes sur L'Inde, які були випущені посмертно. Карагеоргієвич був поруч зі своєю подругою до її останніх днів, і був присутній на смертному одрі. Їй було тільки 25 років, коли вона померла від туберкульозу в 1884 році.
Божидар Карагеоргієвич помер у Версалі 2 квітня 1908 року.